# Segunda ofensiva de Alepo
La Segunda ofensiva de Alepo fue una operación militar llevada a cabo en el marco de la Guerra Civil Siria por el Ejército Árabe Sirio, con respaldo de Hezbolá y otras milicias aliadas, tras otra exitosa campaña que conectó Alepo con el centro de Siria. El nombre en clave dado por las fuerzas leales fue Operación Estrella de Canopus. Su objetivo consistió en rodear Alepo y cortar las líneas de abastecimiento rebeldes.

## La operación

### Bombardeos sobre Alepo
El 7 de diciembre de 2013, un ataque aéreo en el pueblo de Bezaa mató al menos a 20 personas, incluyendo 8 niños y 9 mujeres.
Entre los días 15 y 28 de diciembre, una serie de ataques con helicópteros del Ejército usando bombas de barril contra áreas controladas por rebeldes tuvo como resultado la muerte de 517 personas, incluyendo 151 niños, 46 mujeres y 46 rebeldes, según el OSDH. Solo el primer día murieron 76 personas, mientras que entre 93 y 100 personas murieron el 22 de diciembre. Para el 18 de diciembre, 879 personas habían sido heridas. Durante los primeros cuatro días, los ataques estaban restringidos a la capital provincial, pero el 19 de diciembre se expandieron para incluir sus alrededores. Un comandante rebelde aseguró que, para el 26 de diciembre, más de 1.000 personas habían muerto en la campaña de bombardeos.
El 25 de diciembre, fuentes progubernamentales aseguraron que el ejército había capturado las áreas de al-Sheikh Maqsoud y al-Jbanat, en la ciudad de Alepo.

### Combates en el este
Para el 11 de enero de 2014, el ejército había recapturado al-Naqqarin y la colina de Sheikh Yusuf, y estaba avanzando hacia la zona industrial de la ciudad de Alepo. Según la oposición, los rebeldes temían perder dicha zona, y por ende, su línea de abastecimiento desde Turquía. Al día siguiente, las fuerzas legales avanzaron hacia la ruta que conecta el aeropuerto con el oeste de Alepo.
El 14 de enero, según reportes, el ejército capturó al-Zarzour, al-Taaneh, al-Subeihieh y la Altura 53 en las afueras de Alepo. Al día siguiente, un corresponsal de Al-Manar aseguró que las fuerzas leales habían recapturado al-Sabaheyya, al-Faory y Tal Riman, al este de Al-Safira, y se acercaban hacia la planta de energía, al noreste de Al-Safira. Más tarde, al-Manar afirmó que el ejército capturó Tal Alam y Huwejna, al este de Alepo, también en los alrededores de la planta. al mismo tiempo, las tropas leales se expandieron fuera del aeropuerto militar Kweires, al este de Alepo y de la estación, y recapturaron varios pueblos alrededor de la base.
El 17 de enero, el ejército bombardeó las localidades de Tal-Na'am, Jobul y Tal Estabel, así como también recapturó Tal Sobeha. Al día siguiente, se confirmó la captura de Tal Alam por las fuerzas leales al gobierno. Sheikh Zayat, al sur de la zona industrial, también fue liberada.
El 21 de enero, se registraron combates en los alrededores de Balat, acompañados por un ataque aéreo sobre el poblado.
El 22 de enero, el ejército hizo un intento de avanzar en el distrito central alepino de Aziziyeh. Al mismo tiempo, la ciudad de Aziza, en las afueras del sur de Alepo, fue objeto de ataques rebeldes que se extendieron por dos días. el 25 de enero, el ejército capturó el barrio de Karam al Qasr en el lado oriental de la ciudad de Alepo, después de tres días de lucha.
El 27 de enero, se reanudaron los combates cerca de la mezquita de los Omeyas en la Ciudad Vieja de Alepo, mientras que los rebeldes afirmaron haber destruido una base de Hezbolá en el Monte Hoihna, así como haber capturado gran parte de los edificios de Maarat Al-Artik, una ciudad en las afueras del noroeste de Alepo.
El 28 de enero, los rebeldes capturaron la montaña Maarat Al-Artik, que el ejército utilizaba como posición para bombardear las ciudades cercanas en manos de los rebeldes. Ese mismo día, las fuerzas progubernamentales avanzaron aún más y se apoderaron de los distritos de Ballura y Kasr al-Tarrab, según el diario al-Watan. el medio también afirmó que una operación había sido lanzada desde el aeropuerto Nairab, en el este, así como la aldea Aziza en el sur, añadiendo que las tropas habían llegado a las afueras de Mayssar, un bastión rebelde en el sureste de Alepo. Al mismo tiempo, el OSDH confirmó las fuerzas leales capturaron de Karm al-Qasr, al sureste de Alepo, e informó de que los residentes de los barrios de Mayssar, Marjeh y Enzarrat huían de sus casas hacia «barrios controlados por las fuerzas del régimen debido al combate».
Durante el mes de enero, las fuerzas gubernamentales también penetraron en la Ciudad Vieja de Alepo y capturaron el área de Farafra.
El 2 de febrero, el periódico Al-Watan anunció que el ejército había capturado la mayor parte del distrito oriental de Karam al-Turab, en la capital.
El 16 de febrero, las fuerzas leales recapturaron Sheikh Najjar, al sur de la zona industrial,[46] así como Talet al-Ghali, en las afueras de Alepo. El 19 de febrero, los rebeldes afirmaron haber recapturado Sheikh Najjar. Por su parte, el OSDH afirmó que no estaba claro quién controlaba la zona. Al día siguiente, el ejército volvió a asegurar la urbe y las colinas estratégicas de al-Ghalia y Siriatel, con vistas a los barrios orientales de Alepo.
El 24 de febrero, las fuerzas progubernamentales avanzó en la zona industrial de Sheikh Najjar, al tiempo que los rebeldes enviaron refuerzos a la zona. El ejército intentaba capturar áreas estratégicas de Sheikh Najjar que dan a las afueras de la prisión central de Alepo, bajo asedio rebelde desde hacía más de un año. Las fuerzas legales esperaban poder posicionar artillería en dichas posiciones para ayudar en la defensa de la prisión. Al día siguiente, el ejército capturó la fábrica de la empresa de cerámica Zanoubia, en el sur del distrito de al-Sheij Sa'id. Los soldados, respaldados por elementos de las FDN y Hezbolá, también capturaron nuevas posiciones cerca de la Base 80, poniéndolos a 1 km del distrito de Tariq al-Bab. El área capturada incluía los distritos de Talat Barkat y al-Ard al-Hamra.
El 27 de febrero, se reportó que el ejército se había hecho con la colina Brakat, llegando al este del barrio alepino de al-Sakan al-Shababi.
El 2 de marzo, tanto el área Majbal al-Zeft, cerca de la prisión central de Alepo, como el barrio de Al-Khaledia, fueron recapturados por las fuerzas leales. Al día siguiente, hubo reportes contradictorios sobre la toma de control de la zona de Al-Majbal. Los militares también afirmaron estar a punto de romper el cerco rebelde sobre la prisión tras recapturar el 60% de la zona industrial y rodear a los rebeldes en el área.
Los rebeldes trataron de detener el avance leal en las afueras de Alepo, atacando aldeas controladas por el gobierno al sur de la ciudad, intentando así bloquear la línea de abastecimiento del ejército (Alepo-Janasir-Hama). Sin embargo, la llegada de refuerzos detuvo el avance rebelde.
El 9 de marzo, la colina de Al-Majbal, cerca de la prisión central, fue escenario de nuevos combates. Para este momento, las fuerzas gubernamentales habían capturado una colina estratégica, desde la cual emplearon artillería para bombardear a los rebeldes en los alrededores de la cárcel.

### Avances del ejército hacia la prisión
A principios de mayo, el ejército recapturó Al-Majbal y la rotonda de Breij, asegurando la entrada noreste a Alepo. Esto permitió traer refuerzos militares a la prisión. Las fuerzas gubernamentales también recapturaron el hospital al-Kindi.
Una semana después, los rebeldes afirmaban haber avanzado en Bureij, habiendo recibido refuerzos desde las gobernaciones de Idlib, Hama y el resto de Alepo. De acuerdo al OSDH, los combates se saldaron con 21 rebeldes muertos, mientras que el bando leal sufrió 30 bajas, más la destrucción de tres tanques. Estos reportes fueron puestos en duda por otras fuentes opositoras, que negaron tal progreso en Bureij. Aun así, los rebeldes lograron recapturar Al-Majbal a expensas de 27 de sus combatientes.
La recaptura de la planta de Sheikh Najjar y la colina Agop, el 20 de mayo, puso al ejército a solo 1 km de la prisión central. Se reportó la llegada de refuerzos hacia la misma. Tras hacerse con la colina, el bando gubernamental atacó el poblado de Hilan, el último bastión rebelde antes de la prisión. Asimismo, el ejército aún se encontraba luchando por el control del Sector 2 del complejo industrial.
Al día siguiente, las fuerzas leales recapturaron Hilan y aseguraron el camino hacia la prisión, al tiempo que los rebeldes hicieron estallar el hospital al-Kindi, temiendo que, de ser capturado, el ejército pudiera utilizarlo para monitorear las líneas de abastecimiento rebeldes. Poco después, los tanques del gobierno se posicionaron a 500 m del penal. Los ataques de artillería se intensificaron, y los rebeldes debieron emprender la retirada ante la potencia de fuego del bando leal. En dos días de batalla, perecieron al menos 50 rebeldes.
El 22 de mayo, el ejército rompió el cerco sobre la prisión, y los tanques y blindados comenzaron a ingresar al complejo. La Fuerza Aérea arrojó más de 100 bombas de racimo durante el avance final. Esto dejó al noreste de Alepo en manos del gobierno.
Para el 25 de mayo, el Sector 1 de la zona industrial estaba bajo poder de las fuerzas progubernamentales.
El 30 de mayo, el OSDH reportó que, desde el comienzo del año, unas 2000 personas habían muerto en Alepo debido a los ataques aéreos con bombas de racimo.

### Captura de Sheikh Najjar
El 3 de julio, luego de un asalto que incluyó 20 ataques aéreos, las fuerzas leales capturaron el sector industrial, dejando a la Academia de Infantería y el campo de Handarat como los últimos dos bastiones rebeldes a capturar para completar el cerco sobre Alepo, luego de que la oposición hubiera perdido tres importantes rutas de suministros.
Pocos días después el gobierno envió refuerzos, entre los cuales se hallaban elementos de la Guardia Republicana y Hezbolá. El ejército capturó las localidades de Kafr al-Saghir y Moqbila, y avanzó hacia la Academia de Infantería. Los rebeldes, por su parte, también decidieron enviar más refuerzos a la ciudad. Sin embargo, una brigada compuesta por 1000 combatientes que habría partido de la gobernación de Idlib desertó y se unió al EIIL.
Se afirmó que la lentitud del avance leal era en efecto deliberada, para dar más tiempo a. Un diplomático declaró que «No han perdido ningún área que han retomado. No es una batalla para adelante y para atrás.»